# Olaszország a 2022. évi téli olimpiai játékokon
Olaszország a kínai Pekingben megrendezett 2022. évi téli olimpiai játékok egyik részt vevő nemzete volt. Az országot az olimpián 14 sportágban 119 sportoló képviselte, akik összesen 17 érmet szereztek.

## Érmesek
| Érem  | Versenyző                                                                                           | Sportág                    | Versenyszám            |
| ----- | --------------------------------------------------------------------------------------------------- | -------------------------- | ---------------------- |
| Arany | Stefania Constantini Amos Mosaner                                                                   | Curling                    | Vegyes páros           |
| Arany | Arianna Fontana                                                                                     | Rövidpályás gyorskorcsolya | Női 500 m              |
| Ezüst | Sofia Goggia                                                                                        | Alpesisí                   | Női lesiklás           |
| Ezüst | Federica Brignone                                                                                   | Alpesisí                   | Női óriás-műlesiklás   |
| Ezüst | Francesca Lollobrigida                                                                              | Gyorskorcsolya             | Női 3000 m             |
| Ezüst | Arianna Fontana                                                                                     | Rövidpályás gyorskorcsolya | Női 1500 m             |
| Ezüst | Arianna Fontana Arianna Valcepina Martina Valcepina Pietro Sighel Andrea Cassinelli Yuri Confortola | Rövidpályás gyorskorcsolya | Vegyes 2000 m váltó    |
| Ezüst | Federico Pellegrino                                                                                 | Sífutás                    | Férfi egyéni sprint    |
| Ezüst | Omar Visintin Michela Moioli                                                                        | Snowboard                  | Vegyes snowboard cross |
| Bronz | Nadia Delago                                                                                        | Alpesisí                   | Női lesiklás           |
| Bronz | Federica Brignone                                                                                   | Alpesisí                   | Női összetett          |
| Bronz | Dorothea Wierer                                                                                     | Biatlon                    | Női 7,5 km sprint      |
| Bronz | Davide Ghiotto                                                                                      | Gyorskorcsolya             | Férfi 10 000 m         |
| Bronz | Francesca Lollobrigida                                                                              | Gyorskorcsolya             | Női tömegrajtos        |
| Bronz | Pietro Sighel Andrea Cassinelli Yuri Confortola Tommaso Dotti                                       | Rövidpályás gyorskorcsolya | Férfi 5000 m váltó     |
| Bronz | Omar Visintin                                                                                       | Snowboard                  | Férfi snowboard cross  |
| Bronz | Dominik Fischnaller                                                                                 | Szánkó                     | Férfi egyes            |

## Alpesisí
Férfi
| Versenyző           | Versenyszám            | 1. futam      | 1. futam      | 2. futam      | 2. futam      | Összesítés    | Összesítés    |
| Versenyző           | Versenyszám            | Idő           | Hely.         | Idő           | Hely.         | Idő           | Helyezés      |
| ------------------- | ---------------------- | ------------- | ------------- | ------------- | ------------- | ------------- | ------------- |
| Luca De Aliprandini | Óriás-műlesiklás       | 1:03,42       | 6.            | nem ért célba | nem ért célba | kiesett       | kiesett       |
| Christof Innerhofer | Lesiklás               |               |               |               |               | nem ért célba | nem ért célba |
| Christof Innerhofer | Szuperóriás-műlesiklás |               |               |               |               | nem ért célba | nem ért célba |
| Matteo Marsaglia    | Lesiklás               |               |               |               |               | 1:44,06       | 15.           |
| Matteo Marsaglia    | Szuperóriás-műlesiklás |               |               |               |               | 1:22,16       | 18.           |
| Dominik Paris       | Lesiklás               |               |               |               |               | 1:43:21       | 6.            |
| Dominik Paris       | Szuperóriás-műlesiklás |               |               |               |               | 1:22,62       | 21.           |
| Giuliano Razzoli    | Műlesiklás             | 54,79         | 12.           | 50,26         | 4.            | 1:45,05       | 8.            |
| Tommaso Sala        | Óriás-műlesiklás       | nem ért célba | nem ért célba | kiesett       | kiesett       | kiesett       | kiesett       |
| Tommaso Sala        | Műlesiklás             | 54,37         | 8.            | 51,00         | 19.           | 1:45,37       | 11.           |
| Alex Vinatzer       | Óriás-műlesiklás       | nem ért célba | nem ért célba | kiesett       | kiesett       | kiesett       | kiesett       |
| Alex Vinatzer       | Műlesiklás             | 55,39         | 17.           | nem ért célba | nem ért célba | kiesett       | kiesett       |

| Versenyző           | Versenyszám | Lesiklás | Lesiklás | Műlesiklás | Műlesiklás | Összesítés | Összesítés |
| Versenyző           | Versenyszám | Idő      | Hely.    | Idő        | Hely.      | Idő        | Helyezés   |
| ------------------- | ----------- | -------- | -------- | ---------- | ---------- | ---------- | ---------- |
| Christof Innerhofer | Összetett   | 1:44,19  | 7.       | 51,61      | 11.        | 2:35,80    | 10.        |

Női
| Versenyző           | Versenyszám            | 1. futam      | 1. futam      | 2. futam      | 2. futam      | Összesítés | Összesítés               |
| Versenyző           | Versenyszám            | Idő           | Hely.         | Idő           | Hely.         | Idő        | Helyezés                 |
| ------------------- | ---------------------- | ------------- | ------------- | ------------- | ------------- | ---------- | ------------------------ |
| Marta Bassino       | Óriás-műlesiklás       | nem ért célba | nem ért célba | kiesett       | kiesett       | kiesett    | kiesett                  |
| Marta Bassino       | Szuperóriás-műlesiklás |               |               |               |               | 1:15,08    | 17.                      |
| Federica Brignone   | Óriás-műlesiklás       | 57,98         | 3.            | 57,99         | 5.            | 1:55,97    | 2. helyezett, ezüstérmes |
| Federica Brignone   | Szuperóriás-műlesiklás |               |               |               |               | 1:14,17    | 7.                       |
| Federica Brignone   | Műlesiklás             | 54,41         | 20.           | nem ért célba | nem ért célba | kiesett    | kiesett                  |
| Elena Curtoni       | Szuperóriás-műlesiklás |               |               |               |               | 1:14,34    | 10.                      |
| Elena Curtoni       | Lesiklás               |               |               |               |               | 1:32,87    | 5.                       |
| Elena Curtoni       | Óriás-műlesiklás       | 1:00,50       | 24.           | 59,41         | 21.           | 1:59,91    | 20.                      |
| Nadia Delago        | Lesiklás               |               |               |               |               | 1:32,44    | 3. helyezett, bronzérmes |
| Nicol Delago        | Lesiklás               |               |               |               |               | 1:33,69    | 11.                      |
| Lara Della Mea      | Műlesiklás             | 56,00         | 35.           | 54,53         | 30.           | 1:50,53    | 30.                      |
| Sofia Goggia        | Lesiklás               |               |               |               |               | 1:32,03    | 2. helyezett, ezüstérmes |
| Anita Gulli         | Műlesiklás             | 55,46         | 32.           | 54,32         | 29.           | 1:49,78    | 29.                      |
| Francesca Marsaglia | Szuperóriás-műlesiklás |               |               |               |               | 1:15,61    | 22.                      |

| Versenyző         | Versenyszám | Lesiklás      | Lesiklás      | Műlesiklás    | Műlesiklás    | Összesítés | Összesítés               |
| Versenyző         | Versenyszám | Idő           | Hely.         | Idő           | Hely.         | Idő        | Helyezés                 |
| ----------------- | ----------- | ------------- | ------------- | ------------- | ------------- | ---------- | ------------------------ |
| Marta Bassino     | Összetett   | 1:33,45       | 13.           | nem ért célba | nem ért célba | kiesett    | kiesett                  |
| Federica Brignone | Összetett   | 1:33,11       | 8.            | 54,41         | 4.            | 2:27,52    | 3. helyezett, bronzérmes |
| Elena Curtoni     | Összetett   | nem ért célba | nem ért célba | kiesett       | kiesett       | kiesett    | kiesett                  |
| Nicol Delago      | Összetett   | 1:33,12       | 9.            | nem ért célba | nem ért célba | kiesett    | kiesett                  |

Vegyes
| Versenyző                                                         | Versenyszám | Nyolcaddöntő                                          | Negyeddöntő                    | Elődöntő          | Döntő             | Helyezés |
| Versenyző                                                         | Versenyszám | Ellenfél Eredmény                                     | Ellenfél Eredmény              | Ellenfél Eredmény | Ellenfél Eredmény | Helyezés |
| ----------------------------------------------------------------- | ----------- | ----------------------------------------------------- | ------------------------------ | ----------------- | ----------------- | -------- |
| Marta Bassino Federica Brignone Luca De Aliprandini Alex Vinatzer | Vegyes      | Az Orosz Olimpiai Bizottság versenyzői (ROC) · Gy 3–1 | Egyesült Államok (USA) · V 1-3 | kiesett           | kiesett           | 8.       |

## Biatlon
Férfi
| Versenyző                                                      | Versenyszám            | Időeredmény | Lövőhiba    | Helyezés |
| -------------------------------------------------------------- | ---------------------- | ----------- | ----------- | -------- |
| Didier Bionaz                                                  | 20 km egyéni indításos | 54:44,7     | 3 (1+1+1+0) | 48.      |
| Thomas Bormolini                                               | 20 km egyéni indításos | 55:48,6     | 5 (0+1+2+2) | 63.      |
| Thomas Bormolini                                               | 10 km sprint           | 25:44,1     | 1 (1+0)     | 23.      |
| Thomas Bormolini                                               | 12,5 km üldözőverseny  | 44:04,5     | 6 (0+1+1+4) | 33.      |
| Tommaso Giacomel                                               | 10 km sprint           | 26:52,2     | 4 (1+3)     | 61.      |
| Lukas Hofer                                                    | 20 km egyéni indításos | 52:43,6     | 2 (0+2+0+0) | 27.      |
| Lukas Hofer                                                    | 10 km sprint           | 25:19,6     | 1 (0+1)     | 14.      |
| Lukas Hofer                                                    | 12,5 km üldözőverseny  | 39:58,6     | 0 (0+0+0+0) | 4.       |
| Lukas Hofer                                                    | 15 km tömegrajtos      | 42:58,8     | 6 (1+1+2+2) | 27.      |
| Dominik Windisch                                               | 20 km egyéni indításos | 51:25,6     | 2 (0+0+1+1) | 14.      |
| Dominik Windisch                                               | 10 km sprint           | 25:51,6     | 2 (0+2)     | 30.      |
| Dominik Windisch                                               | 12,5 km üldözőverseny  | 43:41,9     | 7 (1+1+3+2) | 26.      |
| Dominik Windisch                                               | 15 km tömegrajtos      | 39:52,8     | 3 (0+2+1+0) | 5.       |
| Thomas Bormolini Tommaso Giacomel Lukas Hofer Dominik Windisch | 4 × 7,5 km váltó       | 1:21:48,8   | 2+13        | 7.       |

Női
| Versenyző                                                        | Versenyszám            | Időeredmény | Lövőhiba    | Helyezés                 |
| ---------------------------------------------------------------- | ---------------------- | ----------- | ----------- | ------------------------ |
| Michela Carrara                                                  | 15 km egyéni indításos | 51:29,1     | 5 (1+2+1+1) | 60.                      |
| Samuela Comola                                                   | 7,5 km sprint          | 23:30,7     | 1 (1+0)     | 57.                      |
| Samuela Comola                                                   | 10 km üldözőverseny    | 40:10,4     | 3 (0+1+1+1) | 37.                      |
| Federica Sanfilippo                                              | 15 km egyéni indításos | 50:09,3     | 5 (0+2+1+2) | 49.                      |
| Federica Sanfilippo                                              | 7,5 km sprint          | 24:57,1     | 5 (3+2)     | 82.                      |
| Lisa Vittozzi                                                    | 15 km egyéni indításos | 52:57,1     | 8 (5+1+2+0) | 76.                      |
| Lisa Vittozzi                                                    | 7,5 km sprint          | 23:09,1     | 4 (4+0)     | 36.                      |
| Lisa Vittozzi                                                    | 10 km üldözőverseny    | 39:21,2     | 4 (1+2+0+1) | 32.                      |
| Dorothea Wierer                                                  | 7,5 km sprint          | 21:21,5     | 0 (0+0)     | 3. helyezett, bronzérmes |
| Dorothea Wierer                                                  | 15 km egyéni indításos | 46:45,0     | 3 (0+1+0+2) | 18.                      |
| Dorothea Wierer                                                  | 10 km üldözőverseny    | 36:56,0     | 3 (0+0+2+1) | 6.                       |
| Dorothea Wierer                                                  | 12,5 km tömegrajtos    | 43:41,0     | 8 (2+2+2+2) | 22.                      |
| Lisa Vittozzi Dorothea Wierer Samuela Comola Federica Sanfilippo | 4 × 6 km váltó         | 1:12:37,0   | 0+5         | 5.                       |

Vegyes
| Versenyző                                                  | Versenyszám  | Időeredmény | Lövőhiba | Helyezés |
| ---------------------------------------------------------- | ------------ | ----------- | -------- | -------- |
| Thomas Bormolini Lukas Hofer Lisa Vittozzi Dorothea Wierer | Vegyes váltó | 1:09:25,3   | 2+14     | 9.       |

## Bob
Férfi
| Versenyző                                                          | Versenyszám | 1. futam | 1. futam | 2. futam | 2. futam | 3. futam | 3. futam | 4. futam | 4. futam | Összesítés | Összesítés |
| Versenyző                                                          | Versenyszám | Idő      | Hely.    | Idő      | Hely.    | Idő      | Hely.    | Idő      | Hely.    | Idő        | Helyezés   |
| ------------------------------------------------------------------ | ----------- | -------- | -------- | -------- | -------- | -------- | -------- | -------- | -------- | ---------- | ---------- |
| Patrick Baumgartner* Robert Mircea                                 | Kettes      | 1:00,08  | 20.      | 1:00,47  | 24.      | 1:00,38  | 21.      | kiesett  | kiesett  | 3:00,93    | 21.        |
| Patrick Baumgartner* Eric Fantazzini Alex Verginer Lorenzo Bilotti | Négyes      | 59,36    | 17.      | 59,72    | 20.      | 59,34    | 15.      | 59,28    | 4.       | 3:57,70    | 15.        |
| Mattia Variola* Robert Mircea Alex Pagnini Delmas Obou             | Négyes      | 1:00,25  | 27.      | 1:00,33  | 27.      | 1:00,07  | 26.      | kiesett  | kiesett  | 3:00,65    | 27.        |

Női
| Versenyző       | Versenyszám | 1. futam | 1. futam | 2. futam | 2. futam | 3. futam | 3. futam | 4. futam | 4. futam | Összesítés | Összesítés |
| Versenyző       | Versenyszám | Idő      | Hely.    | Idő      | Hely.    | Idő      | Hely.    | Idő      | Hely.    | Idő        | Helyezés   |
| --------------- | ----------- | -------- | -------- | -------- | -------- | -------- | -------- | -------- | -------- | ---------- | ---------- |
| Giada Andreutti | Mono        | 1:06,07  | 17.      | 1:05,77  | 10.      | 1:06,57  | 16.      | 1:06,38  | 12.      | 4:24,79    | 15.        |

* – a bob vezetője

## Curling

### Férfi
- Joël Retornaz
- Amos Mosaner
- Sebastiano Arman
- Simone Gonin
- Mattia Giovanella

Csoportkör
| Nemzet                                 | Skip            | Gy | V | Gy–V     | P+ | P- | Gy end | V end | Üres endek | Rabolt endek | Lökés % | DSC   |
| -------------------------------------- | --------------- | -- | - | -------- | -- | -- | ------ | ----- | ---------- | ------------ | ------- | ----- |
| Nagy-Britannia                         | Bruce Mouat     | 8  | 1 | –        | 63 | 44 | 39     | 31    | 5          | 10           | 88%     | 18,81 |
| Svédország                             | Niklas Edin     | 7  | 2 | –        | 64 | 44 | 43     | 30    | 10         | 11           | 86%     | 14,02 |
| Kanada                                 | Brad Gushue     | 5  | 4 | 1–0      | 58 | 50 | 34     | 38    | 7          | 7            | 84%     | 26,49 |
| Egyesült Államok                       | John Shuster    | 5  | 4 | 0–1      | 56 | 61 | 35     | 41    | 4          | 5            | 83%     | 32,29 |
| Kína                                   | Ma Xiuyue       | 4  | 5 | 2–1; 1–0 | 59 | 62 | 39     | 36    | 6          | 4            | 85%     | 23,55 |
| Norvégia                               | Steffen Walstad | 4  | 5 | 2–1; 0–1 | 58 | 53 | 40     | 36    | 0          | 11           | 84%     | 20,96 |
| Svájc                                  | Peter de Cruz   | 4  | 5 | 1–2; 1–0 | 51 | 54 | 33     | 38    | 13         | 3            | 84%     | 15,74 |
| Az Orosz Olimpiai Bizottság versenyzői | Szergej Gluhov  | 4  | 5 | 1–2; 0–1 | 58 | 58 | 33     | 38    | 6          | 6            | 81%     | 33,72 |
| Olaszország                            | Joël Retornaz   | 3  | 6 | –        | 59 | 65 | 36     | 35    | 3          | 8            | 82%     | 30,76 |
| Dánia                                  | Mikkel Krause   | 1  | 8 | –        | 36 | 71 | 30     | 39    | 3          | 2            | 78%     | 32,84 |

2. forduló, február 10., 14:05 (7:05)
| Sheet D                | 1 | 2 | 3 | 4 | 5 | 6 | 7 | 8 | 9 | 10 | VE |
| Nagy-Britannia (Mouat) | 0 | 1 | 0 | 2 | 0 | 0 | 2 | 1 | 0 | 1  | 7  |
| Olaszország (Retornaz) | 2 | 0 | 1 | 0 | 0 | 1 | 0 | 0 | 1 | 0  | 5  |

3. forduló, február 11., 9:05 (2:05)
| Sheet C                | 1 | 2 | 3 | 4 | 5 | 6 | 7 | 8 | 9 | 10 | VE |
| Svédország (Edin)      | 0 | 1 | 0 | 2 | 0 | 3 | 0 | 3 | X | X  | 9  |
| Olaszország (Retornaz) | 0 | 0 | 1 | 0 | 1 | 0 | 1 | 0 | X | X  | 3  |

5. forduló, február 12., 14:05 (7:05)
| Sheet A                | 1 | 2 | 3 | 4 | 5 | 6 | 7 | 8 | 9 | 10 | VE |
| Olaszország (Retornaz) | 0 | 1 | 0 | 3 | 0 | 2 | 1 | 0 | 2 | 0  | 9  |
| Kína (Ma)              | 2 | 0 | 3 | 0 | 3 | 0 | 0 | 3 | 0 | 1  | 12 |

6. forduló, február 13., 9:05 (2:05)
| Sheet D                                         | 1 | 2 | 3 | 4 | 5 | 6 | 7 | 8 | 9 | 10 | VE |
| Olaszország (Retornaz)                          | 0 | 0 | 3 | 0 | 3 | 0 | 0 | 1 | 0 | X  | 7  |
| Az Orosz Olimpiai Bizottság versenyzői (Gluhov) | 0 | 3 | 0 | 3 | 0 | 0 | 1 | 0 | 3 | X  | 10 |

7. forduló, február 13., 20:05 (13:05)
| Sheet B                | 1 | 2 | 3 | 4 | 5 | 6 | 7 | 8 | 9 | 10 | VE |
| Svájc (de Cruz)        | 1 | 0 | 1 | 0 | 2 | 0 | 0 | 0 | 0 | X  | 4  |
| Olaszország (Retornaz) | 0 | 1 | 0 | 1 | 0 | 3 | 0 | 1 | 2 | X  | 8  |

8. forduló, február 14., 14:05 (7:05)
| Sheet A                | 1 | 2 | 3 | 4 | 5 | 6 | 7 | 8 | 9 | 10 | VE |
| Kanada (Gushue)        | 1 | 0 | 1 | 0 | 0 | 2 | 0 | 0 | 3 | X  | 7  |
| Olaszország (Retornaz) | 0 | 1 | 0 | 1 | 0 | 0 | 0 | 1 | 0 | X  | 3  |

10. forduló, február 15., 20:05 (13:05)
| Sheet B                    | 1 | 2 | 3 | 4 | 5 | 6 | 7 | 8 | 9 | 10 | VE |
| Olaszország (Retornaz)     | 1 | 0 | 2 | 0 | 2 | 0 | 1 | 4 | X | X  | 10 |
| Egyesült Államok (Shuster) | 0 | 2 | 0 | 1 | 0 | 1 | 0 | 0 | X | X  | 4  |

11. forduló, február 16., 14:05 (7:05)
| Sheet C                | 1 | 2 | 3 | 4 | 5 | 6 | 7 | 8 | 9 | 10 | VE |
| Olaszország (Retornaz) | 0 | 2 | 2 | 1 | 0 | 4 | 1 | X | X | X  | 10 |
| Dánia (Krause)         | 2 | 0 | 0 | 0 | 1 | 0 | 0 | X | X | X  | 3  |

12. forduló, február 17., 9:05 (2:05)
| Sheet D                | 1 | 2 | 3 | 4 | 5 | 6 | 7 | 8 | 9 | 10 | VE |
| Norvégia (Walstad)     | 0 | 0 | 2 | 0 | 1 | 0 | 2 | 2 | 2 | X  | 9  |
| Olaszország (Retornaz) | 1 | 1 | 0 | 2 | 0 | 0 | 0 | 0 | 0 | X  | 4  |

| Csapat      | Helyezés |
| ----------- | -------- |
| Olaszország | 9.       |

### Vegyes páros
- Stefania Constantini
- Amos Mosaner

Csoportkör
| Nemzet                 | Név                                   | Gy | V | Gy–V | P+ | P- | Gy end | V end | Üres endek | Rabolt endek | Lökés % | DSC   |
| ---------------------- | ------------------------------------- | -- | - | ---- | -- | -- | ------ | ----- | ---------- | ------------ | ------- | ----- |
| Olaszország (ITA)      | Stefania Constantini / Amos Mosaner   | 9  | 0 | –    | 79 | 48 | 43     | 28    | 0          | 17           | 79%     | 25,34 |
| Norvégia (NOR)         | Kristin Skaslien / Magnus Nedregotten | 6  | 3 | 1–0  | 68 | 50 | 40     | 28    | 0          | 15           | 82%     | 24,48 |
| Nagy-Britannia (GBR)   | Jennifer Dodds / Bruce Mouat          | 6  | 3 | 0–1  | 60 | 50 | 38     | 33    | 0          | 12           | 79%     | 22,48 |
| Svédország (SWE)       | Almida de Val / Oskar Eriksson        | 5  | 4 | 1–0  | 55 | 54 | 35     | 33    | 0          | 10           | 76%     | 21,77 |
| Kanada (CAN)           | Rachel Homan / John Morris            | 5  | 4 | 0–1  | 57 | 54 | 33     | 39    | 0          | 8            | 78%     | 53,73 |
| Csehország (CZE)       | Zuzana Paulová / Tomáš Paul           | 4  | 5 | –    | 50 | 65 | 29     | 39    | 1          | 7            | 75%     | 33,41 |
| Svájc (SUI)            | Jenny Perret / Martin Rios            | 3  | 6 | 1–0  | 55 | 58 | 32     | 39    | 0          | 6            | 73%     | 39,04 |
| Egyesült Államok (USA) | Vicky Persinger / Chris Plys          | 3  | 6 | 0–1  | 50 | 67 | 34     | 36    | 0          | 9            | 74%     | 27,29 |
| Kína (CHN)             | Fan Suyuan / Ling Zhi                 | 2  | 7 | 1–0  | 51 | 64 | 34     | 36    | 0          | 7            | 74%     | 17,81 |
| Ausztrália (AUS)       | Tahli Gill / Dean Hewitt              | 2  | 7 | 0–1  | 52 | 67 | 31     | 38    | 1          | 8            | 72%     | 50,51 |

2. forduló, február 3., 9:05 (2:05)
| Sheet C            | Sheet C                             | 1 | 2 | 3 | 4 | 5 | 6 | 7 | 8 | VE |
| 1. end utolsó köve | Egyesült Államok (Persinger / Plys) | 1 | 0 | 0 | 1 | 1 | 1 | 0 | 0 | 4  |
|                    | Olaszország (Constantini / Mosaner) | 0 | 4 | 1 | 0 | 0 | 0 | 1 | 2 | 8  |

3. forduló, február 3., 14:05 (7:05)
| Sheet A            | Sheet A                             | 1 | 2 | 3 | 4 | 5 | 6 | 7 | 8 | 9 | VE |
|                    | Olaszország (Constantini / Mosaner) | 0 | 3 | 0 | 1 | 1 | 0 | 2 | 0 | 1 | 8  |
| 1. end utolsó köve | Svájc (Perret / Rios)               | 1 | 0 | 2 | 0 | 0 | 3 | 0 | 1 | 0 | 7  |

5. forduló, február 4., 8:35 (1:35)
| Sheet D            | Sheet D                             | 1 | 2 | 3 | 4 | 5 | 6 | 7 | 8 | VE |
|                    | Olaszország (Constantini / Mosaner) | 3 | 0 | 2 | 0 | 2 | 2 | 0 | 2 | 11 |
| 1. end utolsó köve | Norvégia (Skaslien / Nedregotten)   | 0 | 5 | 0 | 1 | 0 | 0 | 2 | 0 | 8  |

6. forduló, február 4., 13:35 (6:35)
| Sheet A            | Sheet A                             | 1 | 2 | 3 | 4 | 5 | 6 | 7 | 8 | VE |
|                    | Csehország (Paulová / Paul)         | 0 | 0 | 1 | 0 | 0 | 1 | X | X | 2  |
| 1. end utolsó köve | Olaszország (Constantini / Mosaner) | 4 | 1 | 0 | 4 | 1 | 0 | X | X | 10 |

8. forduló, február 5., 14:05 (7:05)
| Sheet D            | Sheet D                             | 1 | 2 | 3 | 4 | 5 | 6 | 7 | 8 | VE |
|                    | Ausztrália (Gill / Hewitt)          | 1 | 0 | 0 | 1 | 0 | 1 | 0 | X | 3  |
| 1. end utolsó köve | Olaszország (Constantini / Mosaner) | 0 | 2 | 1 | 0 | 1 | 0 | 3 | X | 7  |

9. forduló, február 5., 20:05 (13:05)
| Sheet A            | Sheet A                             | 1 | 2 | 3 | 4 | 5 | 6 | 7 | 8 | VE |
|                    | Nagy-Britannia (Dodds / Mouat)      | 0 | 1 | 1 | 0 | 0 | 2 | 0 | 1 | 5  |
| 1. end utolsó köve | Olaszország (Constantini / Mosaner) | 1 | 0 | 0 | 2 | 1 | 0 | 3 | 0 | 7  |

11. forduló, február 6., 14:05 (7:05)
| Sheet C            | Sheet C                             | 1 | 2 | 3 | 4 | 5 | 6 | 7 | 8 | VE |
|                    | Olaszország (Constantini / Mosaner) | 3 | 1 | 0 | 1 | 0 | 1 | 1 | 1 | 8  |
| 1. end utolsó köve | Kína (Fan / Ling)                   | 0 | 0 | 1 | 0 | 3 | 0 | 0 | 0 | 4  |

12. forduló, február 6., 20:05 (13:05)
| Sheet B            | Sheet B                             | 1 | 2 | 3 | 4 | 5 | 6 | 7 | 8 | VE |
|                    | Olaszország (Constantini / Mosaner) | 0 | 1 | 1 | 1 | 0 | 5 | 0 | 4 | 12 |
| 1. end utolsó köve | Svédország (de Val / Eriksson)      | 2 | 0 | 0 | 0 | 3 | 0 | 3 | 0 | 8  |

13. forduló, február 7., 9:05 (2:05)
| Sheet B            | Sheet B                             | 1 | 2 | 3 | 4 | 5 | 6 | 7 | 8 | 9 | VE |
|                    | Kanada (Homan / Morris)             | 0 | 2 | 0 | 0 | 2 | 0 | 3 | 0 | 0 | 7  |
| 1. end utolsó köve | Olaszország (Constantini / Mosaner) | 1 | 0 | 1 | 2 | 0 | 1 | 0 | 2 | 1 | 8  |

| Csapat      | Helyezés                 |
| ----------- | ------------------------ |
| Olaszország | 1. helyezett, aranyérmes |

## Északi összetett
| Versenyző                                                     | Versenyszám        | Síugrás | Síugrás | Síugrás | Síugrás    | Sífutás | Sífutás | Összesítés | Összesítés |
| Versenyző                                                     | Versenyszám        | Táv     | Pont    | Hely.   | Időhátrány | Idő     | Hely.   | Idő        | Helyezés   |
| ------------------------------------------------------------- | ------------------ | ------- | ------- | ------- | ---------- | ------- | ------- | ---------- | ---------- |
| Iacopo Bortolas                                               | Normálsánc + 10 km | 93,5    | 97,0    | 26.     | +2:24      | 27:30,8 | 38.     | 29:54,8    | 33.        |
| Iacopo Bortolas                                               | Nagysánc + 10 km   | 121,5   | 87,7    | 29.     | +3:28      | 29:01,6 | 43.     | 32:29,6    | 39.        |
| Raffaele Buzzi                                                | Normálsánc + 10 km | 93,0    | 99,9    | 22.     | +2:12      | 24:47,3 | 10.     | 26:59,3    | 16.        |
| Raffaele Buzzi                                                | Nagysánc + 10 km   | 124,0   | 98,7    | 21.     | +2:44      | 26:34,9 | 16.     | 29:18,9    | 22.        |
| Alessandro Pittin                                             | Normálsánc + 10 km | 75,5    | 62,9    | 40.     | +4:40      | 24:53,4 | 12.     | 29:33,4    | 32.        |
| Alessandro Pittin                                             | Nagysánc + 10 km   | 105,0   | 55,8    | 43.     | +5:36      | 25:55,8 | 6.      | 31:31,8    | 33.        |
| Samuel Costa                                                  | Nagysánc + 10 km   | 110,0   | 64,3    | 40.     | +5:02      | 27:20,3 | 25.     | 32:22,3    | 38.        |
| Iacopo Bortolas Raffaele Buzzi Samuel Costa Alessandro Pittin | Csapat             | 455,0   | 320,1   | 9.      | +3:27      | 53:40,0 | 9.      | 57:07,0    | 9.         |

## Gyorskorcsolya
Férfi
| Versenyző         | Versenyszám | Eredmény | Helyezés                 |
| ----------------- | ----------- | -------- | ------------------------ |
| David Bosa        | 500 m       | 35,168   | 23.                      |
| David Bosa        | 1000 m      | 1:09,35  | 15.                      |
| Jeffrey Rosanelli | 500 m       | 35,08    | 19.                      |
| Alessio Trentini  | 1500 m      | 1:48,33  | 25.                      |
| Davide Ghiotto    | 5000 m      | 6:16,92  | 8.                       |
| Davide Ghiotto    | 10 000 m    | 12:45,98 | 3. helyezett, bronzérmes |
| Andrea Giovannini | 5000 m      | 6:30,11  | 20.                      |
| Michele Malfatti  | 5000 m      | 6:21,47  | 15.                      |
| Michele Malfatti  | 10 000 m    | 13:01,42 | 9.                       |

Női
| Versenyző              | Versenyszám | Eredmény | Helyezés                 |
| ---------------------- | ----------- | -------- | ------------------------ |
| Francesca Lollobrigida | 1500 m      | 1:55,20  | 6.                       |
| Francesca Lollobrigida | 3000 m      | 3:58,06  | 2. helyezett, ezüstérmes |
| Francesca Lollobrigida | 5000 m      | 6:51,76  | 4.                       |

Tömegrajtos
| Versenyző              | Versenyszám | Elődöntő | Elődöntő | Elődöntő | Döntő   | Döntő   | Helyezés                 |
| Versenyző              | Versenyszám | Pont     | Idő      | Hely.    | Pont    | Idő     | Helyezés                 |
| ---------------------- | ----------- | -------- | -------- | -------- | ------- | ------- | ------------------------ |
| Andrea Giovannini      | Férfi       | 60       | 7:43,58  | 1.       | 0       | 7:47,93 | 11.                      |
| Michele Malfatti       | Férfi       | 1        | 8:02,09  | 11.      | kiesett | kiesett | 20.                      |
| Francesca Lollobrigida | Női         | 62       | 8:34,19  | 1.       | 20      | 8:14,98 | 3. helyezett, bronzérmes |

Csapatverseny
| Versenyző                                         | Versenyszám | Negyeddöntő  | Negyeddöntő | Elődöntő     | Döntő                             | Döntő    |
| Versenyző                                         | Versenyszám | Ellenfél Idő | Hely.       | Ellenfél Idő | Ellenfél Idő                      | Helyezés |
| ------------------------------------------------- | ----------- | ------------ | ----------- | ------------ | --------------------------------- | -------- |
| Davide Ghiotto Andrea Giovannini Michele Malfatti | Férfi       | 3:42,04      | 7.          |              | D döntő · Kína (CHN) · Gy 3:44,20 | 7.       |

## Műkorcsolya
| Versenyző                          | Versenyszám  | Rövid program | Rövid program | Kűr    | Kűr   | Összesítés | Összesítés |
| Versenyző                          | Versenyszám  | Pont          | Hely.         | Pont   | Hely. | Pont       | Helyezés   |
| ---------------------------------- | ------------ | ------------- | ------------- | ------ | ----- | ---------- | ---------- |
| Daniel Grassl                      | Férfi egyéni | 90,64         | 12.           | 187,43 | 5.    | 278,07     | 7.         |
| Matteo Rizzo                       | Férfi egyéni | 88,63         | 13.           | 158,90 | 17.   | 247,53     | 16.        |
| Charlène Guignard Marco Fabbri     | Jégtánc      | 82,68         | 7.            | 124,37 | 5.    | 207,05     | 5.         |
| Nicole Della Monica Matteo Guarise | Páros        | 63,58         | 10.           | 116,29 | 13.   | 179,87     | 13.        |
| Rebecca Ghilardi Filippo Ambrosini | Páros        | 55,83         | 16.           | 109,60 | 14.   | 165,43     | 14.        |

| Versenyző | Versenyszám   | Rövid program    | Rövid program    | Rövid program    | Rövid program    | Rövid program | Rövid program | Kűr              | Kűr              | Kűr              | Kűr              | Kűr        | Kűr        |
| Versenyző | Versenyszám   | Férfi            | Női              | Páros            | Jégtánc          | Összesítés    | Összesítés    | Férfi            | Női              | Páros            | Jégtánc          | Összesítés | Összesítés |
| Versenyző | Versenyszám   | Pont Csapat pont | Pont Csapat pont | Pont Csapat pont | Pont Csapat pont | Pont          | Hely.         | Pont Csapat pont | Pont Csapat pont | Pont Csapat pont | Pont Csapat pont | Pont       | Helyezés   |
| --- | ------------- | ---------------- | ---------------- | ---------------- | ---------------- | ------------- | ------------- | ---------------- | ---------------- | ---------------- | ---------------- | ---------- | ---------- |
| Daniel Grassl (F) Lara Naki Gutmann (N) Nicole Della Monica / Matteo Guarise (P) Charlène Guignard / Marco Fabbri (J) | Csapatverseny | 88,10 6          | 58,52 2          | 60,30 4          | 83,83 8          | 20.           | 7.            | kiesett          | kiesett          | kiesett          | kiesett          | kiesett    | kiesett    |

## Rövidpályás gyorskorcsolya
Férfi
| Versenyző                                                     | Versenyszám  | Előfutam | Előfutam | Negyeddöntő | Negyeddöntő | Elődöntő | Elődöntő | B döntő  | B döntő | Döntő         | Döntő   | Helyezés                 |
| Versenyző                                                     | Versenyszám  | Idő      | Hely.    | Idő         | Hely.       | Idő      | Hely.    | Idő      | Hely.   | Idő           | Hely.   | Helyezés                 |
| ------------------------------------------------------------- | ------------ | -------- | -------- | ----------- | ----------- | -------- | -------- | -------- | ------- | ------------- | ------- | ------------------------ |
| Andrea Cassinelli                                             | 500 m        | 42,791   | 3.       | kiesett     | kiesett     | kiesett  | kiesett  | kiesett  | kiesett | kiesett       | kiesett | 23.                      |
| Yuri Confortola                                               | 1500 m       |          |          | 2:12,853    | 4.          | 5. ADVA  | 5. ADVA  | 2:12,384 | 10.     |               |         | 10.                      |
| Pietro Sighel                                                 | 500 m        | 40,350   | 2.       | 40,644      | 2.          | 40,847   | 2.       |          |         | nem ért célba | 5.      | 5.                       |
| Pietro Sighel                                                 | 1000 m       | 2:10,039 | 3. ADV   | kizárták    | kizárták    | kiesett  | kiesett  | kiesett  | kiesett | kiesett       | kiesett | 18.                      |
| Pietro Sighel                                                 | 1500 m       |          |          | kizárták    | kizárták    | kiesett  | kiesett  | kiesett  | kiesett | kiesett       | kiesett | helyezetlen              |
| Luca Spechenhauser                                            | 1000 m       | kizárták | kizárták | kiesett     | kiesett     | kiesett  | kiesett  | kiesett  | kiesett | kiesett       | kiesett | helyezetlen              |
| Luca Spechenhauser                                            | 1500 m       |          |          | 2:56,796    | 6.          | kiesett  | kiesett  | kiesett  | kiesett | kiesett       | kiesett | 32.                      |
| Andrea Cassinelli Yuri Confortola Tommaso Dotti Pietro Sighel | 5000 m váltó |          |          |             |             | 6:38,899 | 2.       |          |         | 6:43,431      | 3.      | 3. helyezett, bronzérmes |

Női
| Versenyző                                                            | Versenyszám  | Előfutam | Előfutam | Negyeddöntő | Negyeddöntő | Elődöntő | Elődöntő | B döntő  | B döntő | Döntő    | Döntő    | Helyezés                 |
| Versenyző                                                            | Versenyszám  | Idő      | Hely.    | Idő         | Hely.       | Idő      | Hely.    | Idő      | Hely.   | Idő      | Hely.    | Helyezés                 |
| -------------------------------------------------------------------- | ------------ | -------- | -------- | ----------- | ----------- | -------- | -------- | -------- | ------- | -------- | -------- | ------------------------ |
| Arianna Fontana                                                      | 500 m        | 42,940   | 1.       | 42,635      | 1.          | 42,387   | 1.       |          |         | 42,488   | 1.       | 1. helyezett, aranyérmes |
| Arianna Fontana                                                      | 1000 m       | 1:30,066 | 1.       | 1:29,324    | 1.          | 1:26,811 | 2.       |          |         | kizárták | kizárták | 10.                      |
| Arianna Fontana                                                      | 1500 m       |          |          | 2:32,946    | 2.          | 2:22,196 | 2.       |          |         | 2:17,862 | 2.       | 2. helyezett, ezüstérmes |
| Arianna Valcepina                                                    | 500 m        | 43,070   | 3.       | 42,891      | 2.          | 44,044   | 5.       | kiesett  | kiesett | kiesett  | kiesett  | 9.                       |
| Martina Valcepina                                                    | 500 m        | 43,606   | 2.       | kizárták    | kizárták    | kiesett  | kiesett  | kiesett  | kiesett | kiesett  | kiesett  | 20.                      |
| Cynthia Mascitto                                                     | 1000 m       | 1:28,471 | 3.       | kiesett     | kiesett     | kiesett  | kiesett  | kiesett  | kiesett | kiesett  | kiesett  | 21.                      |
| Cynthia Mascitto                                                     | 1500 m       |          |          | 2:20,268    | 3.          | 2:20,272 | 3.       | 2:45,697 | 5.      |          |          | 12.                      |
| Arianna Sighel                                                       | 1500 m       |          |          | 2:22,318    | 5.          | kiesett  | kiesett  | kiesett  | kiesett | kiesett  | kiesett  | 28.                      |
| Arianna Fontana Cynthia Mascitto Arianna Valcepina Martina Valcepina | 3000 m váltó |          |          |             |             | 4:17,438 | 4.       | 4:09,688 | 1.      |          |          | 5.                       |

Vegyes
| Versenyző                                                                                           | Versenyszám  | Negyeddöntő | Negyeddöntő | Elődöntő | Elődöntő | B döntő | B döntő | Döntő    | Döntő | Helyezés                 |
| Versenyző                                                                                           | Versenyszám  | Idő         | Hely.       | Idő      | Hely.    | Idő     | Hely.   | Idő      | Hely. | Helyezés                 |
| --------------------------------------------------------------------------------------------------- | ------------ | ----------- | ----------- | -------- | -------- | ------- | ------- | -------- | ----- | ------------------------ |
| Andrea Cassinelli Yuri Confortola Arianna Fontana Pietro Sighel Arianna Valcepina Martina Valcepina | 2000 m váltó | 2:38,308    | 2.          | 2:36,895 | 2.       |         |         | 2:37,364 | 2.    | 2. helyezett, ezüstérmes |

## Síakrobatika
Akrobatika
Férfi
| Versenyző         | Versenyszám | Selejtező | Selejtező | Selejtező | Selejtező     | Selejtező | Döntő    | Döntő    | Döntő    | Döntő         | Döntő    |
| Versenyző         | Versenyszám | 1. futam  | 2. futam  | 3. futam  | Jobb eredmény | Hely.     | 1. futam | 2. futam | 3. futam | Jobb eredmény | Helyezés |
| ----------------- | ----------- | --------- | --------- | --------- | ------------- | --------- | -------- | -------- | -------- | ------------- | -------- |
| Leonardo Donaggio | Big air     | 90,25     | 70,25     | 80,25     | 170,50        | 10.       | 91,00    | 81,00    | 17,25    | 172,00        | 5.       |
| Leonardo Donaggio | Slopestyle  | 63,48     | 42,88     |           | 63,48         | 18.       | kiesett  | kiesett  | kiesett  | kiesett       | 18.      |

Női
| Versenyző         | Versenyszám | Selejtező | Selejtező | Selejtező  | Selejtező     | Selejtező | Döntő    | Döntő    | Döntő    | Döntő         | Döntő    |
| Versenyző         | Versenyszám | 1. futam  | 2. futam  | 3. futam   | Jobb eredmény | Hely.     | 1. futam | 2. futam | 3. futam | Jobb eredmény | Helyezés |
| ----------------- | ----------- | --------- | --------- | ---------- | ------------- | --------- | -------- | -------- | -------- | ------------- | -------- |
| Silvia Bertagna   | Big air     | 17,00     | 16,75     | nem indult | 17,00         | 25.       | kiesett  | kiesett  | kiesett  | kiesett       | 25.      |
| Silvia Bertagna   | Slopestyle  | 65,25     | 68,90     |            | 68,90         | 8.        | 48,50    | 61,85    | 7,83     | 61,85         | 10.      |
| Elisa Maria Nakab | Slopestyle  | 8,60      | 32,70     |            | 32,70         | 24.       | kiesett  | kiesett  | kiesett  | kiesett       | 24.      |

Síkrossz
| Versenyző         | Versenyszám | Selejtező | Selejtező | Nyolcaddöntő  | Negyeddöntő | Elődöntő | Döntő       | Helyezés |
| Versenyző         | Versenyszám | Idő       | Hely.     | Helyezés      | Helyezés    | Helyezés | Helyezés    | Helyezés |
| ----------------- | ----------- | --------- | --------- | ------------- | ----------- | -------- | ----------- | -------- |
| Simone Deromedis  | Férfi       | 1:12,48   | 8.        | 1.            | 2.          | 3.       | Kisdöntő 1. | 5.       |
| Lucrezia Fantelli | Női         | 1:18,17   | 6.        | nem ért célba | kiesett     | kiesett  | kiesett     | 17.      |
| Jole Galli        | Női         | 1:19,20   | 12.       | 2.            | 3.          | kiesett  | kiesett     | 10.      |

## Sífutás
Távolsági
Férfi
| Versenyző                                                                   | Versenyszám     | Klasszikus | Klasszikus | Szabad  | Szabad | Összesen  | Összesen |
| Versenyző                                                                   | Versenyszám     | Idő        | Hely.      | Idő     | Hely.  | Idő       | Helyezés |
| --------------------------------------------------------------------------- | --------------- | ---------- | ---------- | ------- | ------ | --------- | -------- |
| Francesco De Fabiani                                                        | 15 km           |            |            |         |        | 40:16,4   | 18.      |
| Francesco De Fabiani                                                        | 30 km           | 40:12,4    | 6.         | 39:06,0 | 22.    | 1:19:47,6 | 8.       |
| Maicol Rastelli                                                             | 15 km           |            |            |         |        | 42:25,4   | 52.      |
| Giandomenico Salvadori                                                      | 15 km           |            |            |         |        | 40:33,2   | 22.      |
| Giandomenico Salvadori                                                      | 30 km           | 43:23,4    | 48.        | 42:13,0 | 43.    | 1:26:10,7 | 48.      |
| Giandomenico Salvadori                                                      | 50 km           |            |            |         |        | 1:14:49,1 | 18.      |
| Paolo Ventura                                                               | 15 km           |            |            |         |        | 41:12,2   | 34.      |
| Paolo Ventura                                                               | 30 km           | 42:41,0    | 40.        | 40:46,8 | 30.    | 1:24:00,4 | 34.      |
| Paolo Ventura                                                               | 50 km           |            |            |         |        | 1:16:05,4 | 32.      |
| Francesco De Fabiani Davide Graz Federico Pellegrino Giandomenico Salvadori | 4 × 10 km váltó |            |            |         |        | 2:00:16,6 | 8.       |

Női
| Versenyző                                                    | Versenyszám    | Klasszikus | Klasszikus | Szabad  | Szabad | Összesen  | Összesen |
| Versenyző                                                    | Versenyszám    | Idő        | Hely.      | Idő     | Hely.  | Idő       | Helyezés |
| ------------------------------------------------------------ | -------------- | ---------- | ---------- | ------- | ------ | --------- | -------- |
| Anna Comarella                                               | 10 km          |            |            |         |        | 30:45,0   | 26.      |
| Anna Comarella                                               | 15 km          | 24:24,1    | 26.        | 24:19,0 | 44.    | 49:27,8   | 37.      |
| Anna Comarella                                               | 30 km          |            |            |         |        | 1:36:12,4 | 40.      |
| Martina Di Centa                                             | 10 km          |            |            |         |        | 31:08,8   | 37.      |
| Martina Di Centa                                             | 15 km          | 25:02,2    | 37.        | 23:40,4 | 33.    | 49:22,8   | 36.      |
| Martina Di Centa                                             | 30 km          |            |            |         |        | 1:33:56,6 | 34.      |
| Caterina Ganz                                                | 10 km          |            |            |         |        | 31:08,1   | 35.      |
| Caterina Ganz                                                | 15 km          | 24:37,1    | 31.        | 24:29,4 | 48.    | 49:53,9   | 42.      |
| Caterina Ganz                                                | 30 km          |            |            |         |        | 1:38:19,5 | 45.      |
| Cristina Pittin                                              | 15 km          | 25:01,1    | 36.        | 24:05,8 | 41.    | 49:48,6   | 41.      |
| Cristina Pittin                                              | 30 km          |            |            |         |        | 1:33:54,8 | 33.      |
| Lucia Scardoni                                               | 10 km          |            |            |         |        | 31:09,5   | 38.      |
| Anna Comarella Caterina Ganz Martina Di Centa Lucia Scardoni | 4 × 5 km váltó |            |            |         |        | 57:20,5   | 8.       |

Sprint
| Versenyző                                | Versenyszám         | Selejtező | Selejtező | Negyeddöntő | Negyeddöntő | Elődöntő | Elődöntő | Döntő    | Helyezés                 |
| Versenyző                                | Versenyszám         | Idő       | Hely.     | Idő         | Hely.       | Idő      | Hely.    | Idő      | Helyezés                 |
| ---------------------------------------- | ------------------- | --------- | --------- | ----------- | ----------- | -------- | -------- | -------- | ------------------------ |
| Francesco De Fabiani                     | Férfi egyéni sprint | 2:55,56   | 35.       | kiesett     | kiesett     | kiesett  | kiesett  | kiesett  | 35.                      |
| Davide Graz                              | Férfi egyéni sprint | 2:53,58   | 25.       | 2:56,09     | 6.          | kiesett  | kiesett  | kiesett  | 28.                      |
| Federico Pellegrino                      | Férfi egyéni sprint | 2:49,55   | 6.        | 2:53,08     | 1.          | 2:52,17  | 1.       | 2:58,32  | 2. helyezett, ezüstérmes |
| Maicol Rastelli                          | Férfi egyéni sprint | 3:02,04   | 51.       | kiesett     | kiesett     | kiesett  | kiesett  | kiesett  | 51.                      |
| Francesco De Fabiani Federico Pellegrino | Férfi csapatsprint  |           |           |             |             | 20:06,99 | 1.       | 19:48,42 | 6.                       |
| Caterina Ganz                            | Női egyéni sprint   | 3:24,13   | 30.       | 3:24,04     | 6.          | kiesett  | kiesett  | kiesett  | 30.                      |
| Greta Laurent                            | Női egyéni sprint   | 3:22,84   | 25.       | 3:26,96     | 6.          | kiesett  | kiesett  | kiesett  | 28.                      |
| Cristina Pittin                          | Női egyéni sprint   | 3:30,64   | 47.       | kiesett     | kiesett     | kiesett  | kiesett  | kiesett  | 47.                      |
| Lucia Scardoni                           | Női egyéni sprint   | 3:23,61   | 29.       | 3:27,07     | 6.          | kiesett  | kiesett  | kiesett  | 29.                      |
| Caterina Ganz Lucia Scardoni             | Női csapatsprint    |           |           |             |             | 23:47,06 | 7.       | kiesett  | 13.                      |

## Síugrás
Férfi
| Versenyző          | Versenyszám | Selejtező | Selejtező | Selejtező | 1. ugrás | 1. ugrás | 1. ugrás | 2. ugrás | 2. ugrás | 2. ugrás | Összesítés | Összesítés |
| Versenyző          | Versenyszám | Táv       | Pont      | Hely.     | Táv      | Pont     | Hely.    | Táv      | Pont     | Hely.    | Pont       | Helyezés   |
| ------------------ | ----------- | --------- | --------- | --------- | -------- | -------- | -------- | -------- | -------- | -------- | ---------- | ---------- |
| Giovanni Bresadola | Normálsánc  | 94,0      | 91,8      | 21.       | 93,5     | 110,3    | 41.      | kiesett  | kiesett  | kiesett  | kiesett    | kiesett    |
| Giovanni Bresadola | Nagysánc    | 117,5     | 97,0      | 35.       | 127,0    | 114,6    | 35.      | kiesett  | kiesett  | kiesett  | kiesett    | kiesett    |

Női
| Versenyző        | Versenyszám | Első forduló | Első forduló | Első forduló | Döntő | Döntő | Döntő | Összesítés | Összesítés |
| Versenyző        | Versenyszám | Táv          | Pont         | Hely.        | Táv   | Pont  | Hely. | Pont       | Helyezés   |
| ---------------- | ----------- | ------------ | ------------ | ------------ | ----- | ----- | ----- | ---------- | ---------- |
| Jessica Malsiner | Normálsánc  | 76,5         | 62,0         | 30.          | 75,5  | 62,4  | 27.   | 124,4      | 29.        |

## Snowboard
Akrobatika
Férfi
| Versenyző       | Versenyszám | Selejtező | Selejtező | Selejtező | Selejtező     | Selejtező | Döntő    | Döntő    | Döntő    | Döntő         | Helyezés |
| Versenyző       | Versenyszám | 1. futam  | 2. futam  | 3. futam  | Jobb eredmény | Hely.     | 1. futam | 2. futam | 3. futam | Jobb eredmény | Helyezés |
| --------------- | ----------- | --------- | --------- | --------- | ------------- | --------- | -------- | -------- | -------- | ------------- | -------- |
| Emiliano Lauzi  | Big air     | 23,50     | 80,75     | 12,25     | 93,00         | 22.       | kiesett  | kiesett  | kiesett  | kiesett       | 22.      |
| Emiliano Lauzi  | Slopestyle  | 71,71     | 47,76     |           | 71,71         | 7.        | 80,01    | 27,48    | 39,48    | 80,01         | 5.       |
| Lorenzo Gennero | Halfpipe    | 34,75     | 2,00      |           | 34,75         | 19.       | kiesett  | kiesett  | kiesett  | kiesett       | 19.      |
| Louie Vito      | Halfpipe    | 60,25     | 3,25      |           | 60,25         | 13.       | kiesett  | kiesett  | kiesett  | kiesett       | 13.      |

Parallel giant slalom
| Versenyző          | Versenyszám | Selejtező | Selejtező | Nyolcaddöntő                              | Negyeddöntő                   | Elődöntő                              | Döntő                                            | Helyezés |
| Versenyző          | Versenyszám | Idő       | Hely.     | Ellenfél Eredmény                         | Ellenfél Eredmény             | Ellenfél Eredmény                     | Ellenfél Eredmény                                | Helyezés |
| ------------------ | ----------- | --------- | --------- | ----------------------------------------- | ----------------------------- | ------------------------------------- | ------------------------------------------------ | -------- |
| Daniele Bagozza    | Férfi       | 1:22,48   | 16.       | Lee Sang-ho (KOR) · V +0,92               | kiesett                       | kiesett                               | kiesett                                          | 15.      |
| Edwin Coratti      | Férfi       | 1:22,49   | 17.       | kiesett                                   | kiesett                       | kiesett                               | kiesett                                          | 17.      |
| Mirko Felicetti    | Férfi       | 1:22,26   | 12.       | Oskar Kwiatkowski (POL) · V nem ért célba | kiesett                       | kiesett                               | kiesett                                          | 12.      |
| Roland Fischnaller | Férfi       | 1:21,59   | 6.        | Žan Košir (SLO) · Gy                      | Andreas Prommegger (AUT) · Gy | Benjamin Karl (AUT) · V nem ért célba | Bronzmérkőzés · Vic Wild (ROC) · V nem ért célba | 4.       |
| Lucia Dalmasso     | Női         | 1:47,68   | 29.       | kiesett                                   | kiesett                       | kiesett                               | kiesett                                          | 29.      |
| Nadya Ochner       | Női         | 1:28,84   | 16.       | Ester Ledecká (CZE) · V nem ért célba     | kiesett                       | kiesett                               | kiesett                                          | 16.      |

Snowboard cross
| Versenyző                          | Versenyszám | Rangsorolás | Rangsorolás | Nyolcaddöntő  | Negyeddöntő | Elődöntő | Döntő                  | Helyezés                 |
| Versenyző                          | Versenyszám | Idő         | Hely.       | Helyezés      | Helyezés    | Helyezés | Helyezés               | Helyezés                 |
| ---------------------------------- | ----------- | ----------- | ----------- | ------------- | ----------- | -------- | ---------------------- | ------------------------ |
| Filippo Ferrari                    | Férfi       | 1:24,77     | 31.         | nem indult    | kiesett     | kiesett  | kiesett                | 31.                      |
| Tommaso Leoni                      | Férfi       | 1:18,13     | 19.         | 1.            | 2.          | 4.       | Kisdöntő 4.            | 8.                       |
| Lorenzo Sommariva                  | Férfi       | 1:17,98     | 9.          | nem ért célba | kiesett     | kiesett  | kiesett                | 26.                      |
| Omar Visintin                      | Férfi       | 1:17,68     | 6.          | 1.            | 1.          | 2.       | 3.                     | 3. helyezett, bronzérmes |
| Sofia Belingheri                   | Női         | 1:27,81     | 29.         | 3.            | kiesett     | kiesett  | kiesett                | 24.                      |
| Caterina Carpano                   | Női         | 1:24,87     | 11.         | 2.            | 3.          | kiesett  | kiesett                | 10.                      |
| Francesca Gallina                  | Női         | 1:25,27     | 22.         | 3.            | kiesett     | kiesett  | kiesett                | 22.                      |
| Michela Moioli                     | Női         | 1:22,19     | 1.          | 1.            | 1.          | 3.       | Kisdöntő nem ért célba | 8.                       |
| Omar Visintin Michela Moioli       | Vegyes      |             |             |               | 1.          | 1.       | 2.                     | 2. helyezett, ezüstérmes |
| Lorenzo Sommariva Caterina Carpano | Vegyes      |             |             |               | 2.          | 1.       | 4.                     | 4.                       |

## Szánkó
| Versenyző                         | Versenyszám | 1. futam   | 1. futam   | 2. futam   | 2. futam   | 3. futam   | 3. futam   | 4. futam   | 4. futam   | Összesítés | Összesítés               |
| Versenyző                         | Versenyszám | Idő        | Hely.      | Idő        | Hely.      | Idő        | Hely.      | Idő        | Hely.      | Idő        | Helyezés                 |
| --------------------------------- | ----------- | ---------- | ---------- | ---------- | ---------- | ---------- | ---------- | ---------- | ---------- | ---------- | ------------------------ |
| Leon Felderer                     | Férfi egyes | 57,814     | 12.        | 58,211     | 11.        | 57,855     | 11.        | 57,960     | 14.        | 3:51,840   | 11.                      |
| Dominik Fischnaller               | Férfi egyes | 57,361     | 3.         | 57,444     | 3.         | 57,461     | 5.         | 57,420     | 3.         | 3:49,686   | 3. helyezett, bronzérmes |
| Kevin Fischnaller                 | Férfi egyes | nem indult | nem indult | nem indult | nem indult | nem indult | nem indult | nem indult | nem indult | nem indult | nem indult               |
| Emanuel Rieder Simon Kainzwaldner | Kettes      | 58,602     | 4.         | 58,995     | 7.         |            |            |            |            | 1:57,597   | 6.                       |
| Verena Hofer                      | Női egyes   | 58,960     | 9.         | 59,037     | 9.         | 58,961     | 16.        | 59,584     | 16.        | 3:56,542   | 13.                      |
| Andrea Vötter                     | Női egyes   | 59,145     | 14.        | 59,045     | 10.        | 58,852     | 10.        | 58,935     | 11.        | 3:55,977   | 10.                      |
| Nina Zöggeler                     | Női egyes   | 59,464     | 18.        | 59,160     | 16.        | 59,085     | 19.        | 59,275     | 14.        | 3:56,984   | 15.                      |

| Versenyző                                                       | Versenyszám  | Női      | Női   | Férfi    | Férfi | Kettes   | Kettes | Összesítés | Összesítés |
| Versenyző                                                       | Versenyszám  | Idő      | Hely. | Idő      | Hely. | Idő      | Hely.  | Idő        | Helyezés   |
| --------------------------------------------------------------- | ------------ | -------- | ----- | -------- | ----- | -------- | ------ | ---------- | ---------- |
| Andrea Vötter Leon Felderer Emanuel Rieder / Simon Kainzwaldner | Vegyes váltó | 1:00,618 | 5.    | 1:01,960 | 5.    | 1:02,274 | 4.     | 3:04,852   | 5.         |

## Szkeleton
| Versenyző           | Versenyszám | 1. futam | 1. futam | 2. futam | 2. futam | 3. futam | 3. futam | 4. futam | 4. futam | Összesítés | Összesítés |
| Versenyző           | Versenyszám | Idő      | Hely.    | Idő      | Hely.    | Idő      | Hely.    | Idő      | Hely.    | Idő        | Helyezés   |
| ------------------- | ----------- | -------- | -------- | -------- | -------- | -------- | -------- | -------- | -------- | ---------- | ---------- |
| Amedeo Bagnis       | Férfi       | 1:01,05  | 10.      | 1:01,19  | 14.      | 1:00,83  | 11.      | 1:01,01  | 12.      | 4:04,08    | 11.        |
| Mattia Gaspari      | Férfi       | 1:01,20  | 12.      | 1:01,31  | 15.      | 1:01,16  | 15.      | 1:01,36  | 16.      | 4:05,03    | 14.        |
| Valentina Margaglio | Női         | 1:02,84  | 17.      | 1:03,04  | 15.      | 1:02,45  | 14.      | 1:02,05  | 3.       | 4:10,38    | 12.        |